# Совершенно нормальный еврей (фильм)
Совершенно нормальный еврей (нем. Ein ganz gewöhnlicher Jude) — немецкий фильм 2005 года режиссёра Оливера Хиршбигеля, основанный на одноимённой камерной пьесе Чарльза Левински, который также написал сценарий.

## Сюжет
Гамбургский журналист Эмануэль Гольдфарб (нем. Emanuel Goldfarb), единственный сын переживших Холокост, приглашён учителем еврейской религиозной общины, чтобы он мог ответить на вопросы учащихся об иудаизме.